# Paranoid (serie televisiva)
Paranoid è una serie televisiva britannica del 2016 co-prodotta da aziende tedesche, è stata trasmessa dal 22 settembre al 10 novembre 2016 su ITV.
La serie, composta da 8 episodi, è stata interamente pubblicata il 17 novembre 2016 in tutti i paesi in cui Netflix è disponibile.

## Trama
Angela Benton, un medico locale, ben voluto nella città fittizia di Woodmere, viene pugnalato a morte in un parco giochi locale. Un team di investigatori della polizia vengono mandati a Woodmere per indagare sul caso.

## Personaggi e interpreti

### Personaggi principali
- Nina Suresh (stagione 1), interpretata da Indira Varma
Sergente della polizia di Woodmere
- Bobby Day (stagione 1), interpretato da Robert Glenister
Poliziotto della polizia di Woodmere
- Alec Wayfield (stagione 1), interpretato da Dino Fetscher
Poliziotto della polizia di Woodmere
- Michael Niles (stagione 1), interpretato da Neil Stuke
Ispettore della polizia di Woodmere
- Lucy Cannonbury (stagione 1), interpretata da Lesley Sharp
Principale testimone dell'omicidio di Angela Benton
- Detective Linda Felber (stagione 1), interpretata da Christiane Paul
Detective della polizia di Düsseldorf
- Dottor Chris Crowley (stagione 1), interpretato da Michael Maloney
Psichiatra
- Detective Ghost (stagione 1), interpretato da Kevin Doyle
Detective "Fantasma"
- Detective Walti Merian (stagione 1), interpretato da Dominik Tiefenthaler
Detective della polizia di Düsseldorf
- Monica Wayfield (stagione 1), interpretata da Polly Walker
Madre di Alec Wayfield
- Megan Waters (stagione 1), interpretata da Anjli Mohindra
Poliziotta della polizia di Woodmere
- Nick Waingrow (stagione 1), interpretato da Danny Huston
Direttore della società farmaceutica Rustin Wade

### Personaggi secondari
- Dennis (stagione 1), interpretato da Jason Done
Fidanzato di Nina Suresh
- Eric Benton (stagione 1), interpretato da John Duttine
Padre di Angela Benton
- Dottoressa Parcival (stagione 1), interpretata da Shobna Gulati
Medico di Bobby Day
- Henry Appley (stagione 1), interpretato da William Ash
Fratello di Jacob Appley
- Sheri (stagione 1), interpretata da Ayda Field
Fidanzata di Ruben Lukana
- Marquito Olivo (stagione 1), interpretato da Nikol Kollars
Amante di Ruben Lukana
- Angela Benton (stagione 1), interpretata da Emma Bispham
Vittima di omicidio
- Cedric Felber (stagione 1), interpretato da Daniel Drewes
Marito di Linda Felber
- Sadie Waingrow (stagione 1), interpretata da Isabella Pappas
Figlia di Nick Waingrow

## Episodi
| Stagione       | Episodi | Prima TV Regno Unito | Pubblicazione Italia |
| -------------- | ------- | -------------------- | -------------------- |
| Prima stagione | 8       | 2016                 | 2016                 |